# Štěpán Ješ
Štěpán Ješ (26. prosince 1895 Tábor – 3. prosince 1966 Liberec) byl český a československý inženýr a stavební podnikatel, politik, člen Československé strany národně socialistické, za kterou byl po válce poslancem Prozatímního a Ústavodárného Národního shromáždění, po roce 1948 pronásledovaný komunisty.

## Biografie
Působil jako inženýr a stavební podnikatel. V roce 1928 založil spolu s Jaroslavem Brázdilem stavební firmu Ing. Brázdil & Dr. Ješ, která postavila četné významné budovy (například hvězdárna v Ondřejově, Národní technické muzeum v Praze, vilová čtvrť Barrandov, obloukový silniční most v Táboře). V létě roku 1939 začala firma rovněž s výstavbou obloukového mostu přes údolí Želivky u obce Píšť, který měl být součástí budované dálnice Praha - Brno. Akce byla roku 1942 zastavena a stavba zůstala jen torzem, které bylo až v 70. letech začleněno do dálničního tělesa, byť s novou mostovkou. Za první republiky se angažoval v okruhu časopisů Přítomnost a Demokratický střed.
V letech 1945–1946 byl poslancem Prozatímního Národního shromáždění za národní socialisty. Mandát obhájil v parlamentních volbách v roce 1946 a stal se poslancem Ústavodárného Národního shromáždění. Vedl technický výbor parlamentu. Zasedal v Ústřední plánovací komisi, která připravovala Dvouletý hospodářský plán.
Jeho synem byl novinář a rozhlasový redaktor Jiří Ješ. Po únorovém převratu v roce 1948 byla rodina pronásledována.